# Muruzábal
Muruzábal – gmina w Hiszpanii, w Nawarze, o powierzchni 5,94 km². W 2011 roku gmina liczyła 282 mieszkańców.